# Bernardo Bernardi
Bernardo Bernardi (Korčula, 16. prosinca 1921. – Bol, 20. srpnja 1985.), hrvatski arhitekt i oblikovatelj.

## Životopis
Bernardo Bernardi rođen je 16. prosinca 1921. godine u Korčuli. Klasičnu gimnaziju završio je u Dubrovniku. 1940. godine upisao je Odjel za arhitekturu Tehničkog fakulteta u Zagrebu. Nakon diplome 1948. godine ostao je na fakultetu kao asistent arhitekta Zdenka Strižića na Katedri za projektiranje. 1951. godine napušta fakultet i otada do smrti djeluje kao slobodni umjetnik.
Od 1956. do 1957. godine boravi na studijskom usavršavanju u Parizu. Tijekom 1960. godine na studijskom je putovanju po Skandinaviji. Boravio je u Danskoj, Finskoj i Švedskoj. 1978. godine odlazi i na studijsko putovanje u SAD.
Isticao se u oblikovanju namještaja za industrijsku proizvodnju (za TVIN u Virovitici) i interijera. U arhitekturi je uvažavao mjerilo ambijenta, poštujući tradiciju (hotel Marko Polo u Korčuli). Jedan je od osnivača Exata 51 (1951- 1956), ULUPUH-a (1957.), zagrebačkog centra za oblikovanje (1964.) i Društva dizajnera (1985.).
1953. godine daje ime stručnom arhitektonskom časopisu Udruženja arhitekata hrvatske naziv „Čovjek i prostor“.
Sudjelovao je na mnogim izložbama u Hrvatskoj i izvan nje. Bernardo Bernardi, odmilja Bern, je bio ukorak s vremenom arhitektonskog i dizajnerskog svijeta. Surađivao je s mnogim hrvatskim umjetnicima. Među inim s Vladimirom Kristlom, Ivanom Piceljom, Vjenceslavom Richterom i Božidarom Rašicom.
U Hrvatskoj se dodjeljuje nagrada za najuspješnije ostvarenje na području oblikovanja i unutrašnjeg uređenja koja nosi Bernardijevo ime.

## Projekti i ostvarenja

### Arhitektura
- 1955.- Stambeni objekti za učitelje u Kumrovcu
- 1961.- Hotel „Marko Polo“, Korčula
- 1964.- Hotel „Tiha“, Brela
- 1967.- Zračna luka Zadar
- 1971.- Hotel „Park, Korčula
- 1974.- Obnova samostana i crkve Gospe Sinjske, Sinj
- 1975.- Multimedijalni centar, Savska cesta, Zagreb
- 1977.- Upravna zgrada SIMPO- Vranje, Beograd
- 1980.- Projekt hotela „Liburna“, Korčula
- 1981.- Rješenje memorijalnog kompleksa, Korčula

### Interijeri
- 1951.- Interijer dječjeg vrtića u Habdelićevoj ulici, Zagreb
- 1954.- Adaptacija i namještaj interijera prostorija Udruženja hrvatskih arhitekata, Trg bana Jelačića 3, Zagreb
- 1955.- Kavana „Neboder“, Gajeva ulica/ Trg bana Jelačića, Zagreb
- 1955.- Interijer škole u Kumrovcu
- 1960.- Adaptacija i interijer „Labirint bara“, Dubrovnik (koautor)
- 1961.- Interijer Radničkog sveučilišta „Moša Pijade“ ( danas Otvoreno sveučilište ), Av. Grada Vukovara, Zagreb
- 1962.- Restoran „Taverna“, Gornji grad, Zagreb
- 1965.- Interijer hotela „Maestral“, Brela
- 1966- Interijer Zračne luke „Zagreb“, Zagreb
- 1968.- Interijer restorana „Lovački rog“, Ilica, Zagreb
- 1969.- Interijer hotela „Berulija“, Brela
- 1971.- Interijer hotela „Marko Polo“, Korčula
- 1972.- Interijer kule Dioklecijanove palače, Split
- 1972.- Interijer ceremonijalnog objekta na Novom groblju, Novi Sad
- 1973.- Interijer jugoslavenskog veleposlanstva u Londonu
- 1973.- Interijer nove pristanišne zgrade Zračne luke „Zagreb“, Zagreb
- 1975.- Uređenje soba 2. i 3. kata Gradske skupštine u Zagrebu
- 1975.- Birobutik, Karlovac
- 1976.- Interijer redakcije „Start“ u zgradi Vjesnika, Slavonska avenija, Zagreb
- 1977. Kavana „Evergreen“- „Lovački rog“, Ilica, Zagreb
- 1977.- Izložbeni salon „TVIN-a“, Virovitica
- 1977.- Interijer crkve sv. Ivana, Zadar
- 1977.- Interijer robne kuće “PRIMA II.“, salon namještaja, Split
- 1978.- Interijer zgrade Predsjedništva vlade NR Angole u Luandi
- 1978.- Interijer Mornaričkog školskog centra „Lora“, Split
- 1979.- Interijer hotela „Goričini“, Kupari
- 1980.- Interijer kuće Delalle, Trogir
- 1982.- Interijer Doma Mornaričkog centra „Maršal Tito“, Split
- 1984.- Interijer crkve sv. Petra, Split
- 1985.- Interijer crkve sv. Antuna (Sveti Duh) u Zagrebu

### Dizajn
- 1952.- Tipski namještaj za škole i upravne prostorije u Hrvatskoj
- 1953.- Namještaj za upravu X. gimnazije u Zagrebu, Križanićeva 1
- 1954.- Namještaj i adaptacija interijera prostorija Udruženja hrvatskih arhitekata, Zagreb, Trg bana Jelačića 3
- 1955.- Oprema stana za serijsku produkciju
- 1967.- Dizajn sistema kancelarijskog namještaja SKAN
- 1976.- Program namještaja „DINA“ u „TVIN- u“, Virovitica
- 1977.- Sistem namještaja za opremu stanova i hotela DORMA – TVIN, Virovitica
- 1978.- Dizajn i oprema za radne prostore- program BETATVIN, TVIN, Virovitica

## Izložbe
- 1983.- Izložba „Riznica zagrebačke katedrale“, Galerija Klovićevi dvori, Jezuitski trg, Zagreb
- 1984.- Postava i koncepcija izložbe „Drevna kineska kultura“, Galerija Klovićevi dvori, Jezuitski trg, Zagreb
- 1985.- Izložba „2000 godina nigerijske umjetnosti“, Galerija Klovićevi dvori, Jezuitski trg, Zagreb

## Natječaji
- 1952.- Natječaj za individualne stanove, Crna Gora, 3. nagrada
- 1953.- Natječaj za hotel na Plitvičkim jezerima, 1. nagrada
- 1954.- Natječaj za školu u Podsusedu, 1. nagrada
- 1955.- Natječaj za dizajn suvremene kuhinje, 2. nagrada
- 1958.- Natječaj za spomenik u Jajincima, Srbija, (koautor), 3. nagrada
- 1960.- Natječaj za suvremeni jugoslavenski namještaj, 1. nagrada
- 1960.- Natječaj za stan bliske budućnosti, 1. nagrada
- 1968- Natječaj za školski namještaj, 1. nagrada

## Nagrade i priznanja
- 1955.- Prva nagrada na 1. zagrebačkom trijenalu
- 1959.- Prva nagrada na 2. zagrebačkom trijenalu
- 1961.- Nagrada grada Zagreba za interijer Radničkog sveučilišta „Moša Pijade“
- 1961.- Orden rada sa zlatnim vijencem
- 1961.- Počasna diploma BIO Ljubljana za dizajn namještaja BER
- 1965.- Povelja zaslužnog člana SAH-a
- 1965.- Nagrada grada Zagreba za interijer hotela „Maestral“, Brela
- 1966.- Priznanje Zagrebačkog salona
- 1967.- Nagrada Vladimir Nazor za interijer Zračne luke „Zagreb“
- 1970.- Plaketa grada Zagreba
- 1978.- Diploma „Dobar dizajn“ za program BETATVIN na Međunarodnom sajmu namještaja u Beogradu
- 1980.- Plaketa grada Zagreba
- 1983.- Plaketa tvornice TVIN u Virovitici
- 1984.- Nagrada „Viktor Kovačić“ za životno djelo

## Stručne dužnosti
- 1958. – 1967.- predsjednik ULUPUH-a
- 1967. – 1970.- predsjednik SLUPUJ-a
- 1968. – 1974.- član Komisije za kulturne veze s inozemstvom
- 1972. – 1976.- predsjednik Umjetničkog savjeta ULUPUH-a
- 1977. – 1985.- predsjednik radne grupe za osnivanje Fakulteta za dizajn u Zagrebu
- 1979. – 1985.- predstavnik SAH- a u Savjetu Arhitektonskog fakulteta u Zagrebu
- 1982. – 1985.- član redakcije časopisa „Čovjek i prostor“
- 1983. – 1985.- predsjednik društva dizajnera
- 1984. – 1985.- potpredsjednik „Centre Mediterraneen – Arst & Architecture“
- 1985.- član Republičkog savjeta za pitanja obrazovanja, nauke i kulture
- 1985.- član Organizacijskog odbora Zgraf-a i Zagrebačkog salona

## Vanjske poveznice
- Bernardijevi stolci u POU Zagreb  Arhivirana inačica izvorne stranice od 9. prosinca 2006. (Wayback Machine)
- Nagrada Bernardo Bernardi
- Bernardi, Bernardo Hrvatska tehnička enciklopedija, portal hrvatske tehničke baštine. LZMK